# Ambrosio Luciáñez Riesco
Ambrosio Luciáñez Riesco (Alacant, 1901- Alacant, 3 d'octubre de 1947) fou un polític valencià, pare d'Ambrosio Luciáñez Piney. Es llicencià en dret a la Universitat de Múrcia, el 1918 fou secretari de les Joventuts Conservadores i partidari d'Eduardo Dato, i el 1920 col·laborà al diari El Día. El 1926 fou secretari a Alacant de la Unión Patriótica i de 1928 a 1930 dirigí la Voz de Levante.
El 1931 es dedicà a l'exercici de l'advocacia, alhora que militava a la Derecha Regional Agraria (integrada a la CEDA), i des del diari Más atacava la Segona República. Durant la guerra civil espanyola fou empresonat. El dia del seu alliberament, 30 de març de 1939, fou nomenat primer alcalde d'Alacant del règim franquista, càrrec que va ocupar fins a febrer de 1942. Durant el seu mandat va fer aixecar la Creu als Caiguts i va fer algunes reformes urbanístiques. També fou director del diari Lunes, cap de l'Associació de Premsa i degà del Col·legi d'Advocats d'Alacant.